# Vivere o niente
| Recensione      | Giudizio |
| --------------- | -------- |
| All Music Guide |          |
| Il Tempo        |          |
| Rockol.it       |          |
| Rolling Stone   |          |

Vivere o niente è il sedicesimo album in studio del cantautore italiano Vasco Rossi, uscito il 29 marzo 2011, a tre anni ed un giorno da quello precedente, Il mondo che vorrei. 
È stato l'album più venduto in Italia nel 2011.
Il primo singolo estratto è stato Eh... già, pubblicato il 7 febbraio, mentre il secondo brano estratto è stato Manifesto futurista della nuova umanità, uscito il 6 maggio. Il terzo singolo estratto dal disco, Stammi vicino, viene pubblicato il 4 novembre 2011.
Il 18 marzo, ad undici giorni dall'uscita, è stato annunciato che è possibile pre-ordinare l'album su iTunes: così facendo, è stata svelata la tracklist del disco, che comprende anche due Bonus Track. In 5 giorni il disco ha venduto 7 000 i-tunes lp e 113 567 copie registrando un record straordinario di vendite.
In cinque giorni, dal 29 marzo al 3 aprile, il lavoro si è piazzato direttamente alla prima posizione della classifica degli album più venduti in Italia e vi è rimasto per otto settimane consecutive e fermato solo dall'uscita di Born This Way di Lady Gaga, tornando al primo posto già la settimana successiva. Questo evento ha scatenato un effetto traino poiché, più in generale, sono contemporaneamente presenti cinque album del cantautore nella top 100 a cui si aggiungono sei DVD live nelle prime 20 posizioni.

## Descrizione
È composto da 12 brani ed il titolo è stato annunciato il 7 marzo 2011. Le sonorità che si riscontrano all'interno dell'album sono rock, pop e blues.
Il 24 marzo il lavoro è stato presentato alla stampa durante una conferenza a Milano, mentre il giorno successivo, sulla pagina Facebook ufficiale di Vasco, è stato presentato il primo brano del disco, Vivere non è facile.
Molte delle canzoni sono nate con la complicità di Guido Elmi, Gaetano Curreri e Tullio Ferro, storici collaboratori di Vasco. L'album è stato registrato tra Bologna (Open Digital Studio) e Los Angeles (Speak Easy Studio).
L'album è stato anticipato dal singolo Eh... già pubblicato il 7 febbraio 2011; al singolo ne seguono altri due: Manifesto futurista della nuova umanità e Stammi vicino, usciti rispettivamente il 6 maggio 2011 e il 4 novembre 2011. Il quarto e ultimo singolo è stato Vivere o niente, uscito il 27 novembre 2012.
La prima traccia del disco è Vivere non è facile, che Vasco aveva caricato sul suo canale su YouTube qualche giorno prima dell'uscita dell'album.
Maledetta ragione è stata scritta nel 1987 con il titolo Maledetta canzone, diversa nell'arrangiamento e in una parte testuale. Finito questo brano, dopo due minuti di silenzio, inizia Mary Louise, scritta nel 1997 e inserita nell'album come ghost track.

## Tracce

### Edizione standard
1. Vivere non è facile – 4:54 (testo: Vasco Rossi – musica: Tullio Ferro e Guido Elmi)
2. Manifesto futurista della nuova umanità – 3:54 (testo: Vasco Rossi – musica: Vasco Rossi, Saverio Principini e Simone Sello)
3. Starò meglio di così – 4:52 (testo: Vasco Rossi – musica: Tullio Ferro)
4. Prendi la strada – 3:30 (Vasco Rossi)
5. Dici che – 5:00 (Vasco Rossi, Gaetano Curreri e Saverio Grandi)
6. Eh... già – 3:45 (Roberto Casini, Andrea Righi e Vasco Rossi)
7. Sei pazza di me – 4:13 (testo: Vasco Rossi e Gianni Novi – musica: Tullio Ferro e Guido Elmi)
8. Vivere o niente – 4:01 (testo: Vasco Rossi – musica: Tullio Ferro e Guido Elmi)
9. L'aquilone – 4:25 (Vasco Rossi)
10. Non sei quella che eri – 3:47 (testo: Vasco Rossi – musica: Tullio Ferro)
11. Stammi vicino – 5:21 (testo: Vasco Rossi – musica: Stef Burns e Peppino D'Agostino)
12. Maledetta ragione – 8:05

Durata totale: 55:47

### Kom.011 Edition
Il 9 dicembre 2011 è uscito, solo su iTunes, questa particolare versione dell'album, contenente, oltre alla versione standard, anche un CD con alcuni brani registrati durante una tappa del tour Vasco Live Kom '011.
Oltre alle canzoni dell'album Vivere o niente, le novità principali sono Giocala, che Vasco non cantava in un suo concerto da molti anni, e Canzone, eseguita per la prima volta per intero.
Il secondo cd è composto dei seguenti brani:
1. Intro – 2:16
2. Sei pazza di me – 3:52
3. Non sei quella che eri – 4:05
4. Starò meglio di così – 5:05
5. Giocala – 4:02
6. Dici che – 7:31
7. Vivere o niente – 4:38
8. Manifesto futurista della nuova umanità – 5:19
9. Non l'hai mica capito – 3:58
10. Eh... già – 4:20
11. Canzone – 4:41
12. Vivere non è facile – 6:27
13. Tango della gelosia (live acustico) – 2:17 (Vasco Rossi)

Durata totale: 58:31

## Successo commerciale
L'album ha stabilito un importante record: è rimasto per ben 19 settimane (non consecutive) in testa alla classifica FIMI degli album più venduti della settimana, superando il precedente record di Eros Ramazzotti.
Resta al primo posto fino alla 18ª settimana, e dopo due turni al secondo posto torna primo per le settimane 21 e 22.
Nella prima settimana il disco è stato certificato Doppio Platino, avendo venduto circa 170 000 copie.
Il 15 maggio l'album è stato certificato disco di diamante per le oltre 300 000 copie vendute.
Successivamente Vivere o niente ha ricevuto il sesto disco di platino per aver superato le 360 000 copie vendute.
Vivere o niente è stato l'album più venduto del 2011 secondo la classifica annuale FIMI, raggiungendo le 450 000 copie vendute nell'arco di 9 mesi (dicembre 2011).
Inoltre il primo singolo estratto dall'album Eh... già si è rivelato il singolo italiano più scaricato dal web nel 2011.
Nei primi mesi del 2012 Vivere o niente supera le 480 000 copie diventando l'album più venduto dal 2009 ad oggi, battendo il precedente record di vendite detenuto dall'album Arrivederci, mostro! di Luciano Ligabue nel 2010.

## Formazione
- Vasco Rossi - voce
- Stef Burns - chitarra elettrica
- Tony Franklin - basso
- Tim Pierce - chitarra
- Vinnie Colaiuta - batteria
- Dean Parks - chitarra
- Saverio Lanza - basso
- Simone Sello - chitarra, cori, tastiera
- Massimo Varini - chitarra elettrica
- Samuele Dessì - chitarra acustica, programmazione, tastiera, cori, chitarra elettrica
- George Lynch - chitarra
- Peppino D'Agostino - chitarra acustica
- Claudio Golinelli - basso
- Matt Laug - batteria
- Guido Elmi - tastiera, programmazione, percussioni
- Cesare Chiodo - basso
- Paolo Valli - batteria
- Celso Valli - tastiera, cori
- Nicola Venieri - programmazione
- Saverio Principini - basso, cori, programmazione
- Frank Nemola - pianoforte, cori, programmazione, organo Hammond, archi, tastiera
- Alessandro Magri - tastiera, programmazione, archi
- Alex Alessandroni Jr. - tastiera, pianoforte
- Andrea Innesto - sax, cori
- Clara Moroni, Annalisa Giordano - cori

## Classifiche
| Classifica (2011) | Posizione massima |
| ----------------- | ----------------- |
| Belgio (Vallonia) | 66                |
| Italia            | 1                 |
| Svizzera          | 6                 |

### Classifiche di fine anno
| Classifica (2011) | Posizione |
| ----------------- | --------- |
| Italia            | 1         |
| Svizzera          | 67        |
| Classifica (2012) | Posizione |
| Italia            | 56        |